# Église Saint-Martin de Seraucourt-le-Grand
L'église Saint-Martin de Seraucourt-le-Grand est une église située à Seraucourt-le-Grand, en France.

## Localisation
L'église est située sur la commune de Seraucourt-le-Grand, dans le département de l'Aisne.